# زمزم (شرکت)
شرکت زمزم یکی از بزرگ‌ترین تولیدکنندگان نوشابه و نوشیدنی در ایران به شماره ثبت ۲۶۸۵۶ و در حال حاضر در مالکیت بنیاد مستضعفان انقلاب اسلامی است. قدیمی‌ترین شرکت در این گروه شرکت زمزم حجی دوخ است که پیش از انقلاب ۱۳۵۷، در سال ۱۳۳۴ توسط حبیب الله ثابت تأسیس شده‌ و پس از انقلاب توسط بنیاد مستضعفان مصادره شد. گروه زمزم نوشابه‌های مختلف با طعم کولا، پرتقالی، لیمو و … تولید می‌کند. این گروه محصولات با نشان زمزم را در خارج از ایران هم به‌فروش می‌رساند. تا پیش از انقلاب، کارخانه‌های این گروه، محصولات شرکت پپسی را تولید می‌کردند. محصولات زمزم در شهر های تهران، تبریز، مشهد، گرگان،ارومیه، کرمانشاه، رشت، کرمان، شیراز، اصفهان وآبادان تولید و در کل کشور پخش میشود
از دیگر محصولات شرکت زمزم دوغ آبعلی و لیموناد است که بیشترین طرفدار را در بین محصولات شرکت دارد. همچنین چهارراهی در شهر شیراز بین خیابان شهید دوران و بلوار شهید شیرودی، به دلیل وجود شرکت زمزم به چهارراه زمزم معروف است.

## پیشینه
اولین فردی که صنعت نوشابه سازی را به ایران آورد، فردی به نام میرزای تونی بود؛ اطلاعات کمی از وی در دسترس است اما گفته می‌شود او ورشکسته شده بود. شرکت زمزم در سال ۱۳۳۴ هجری شمسی با تأسیس اولین شرکت تولید نوشابه گازدار بنام زمزم تهران فعالیت خود را آغاز نمود. تا پیش از پیروزی انقلاب اسلامی زمزم محصولات خود را تحت لیسانس شرکت های خارجی و پس از انقلاب ۱۳۵۷ با نام زمزم به بازار عرضه نموده است.  با شکل‌گیری انقلاب ۱۳۵۷ در پی بایکوت برندهای آمریکایی، شرکت‌های «کانادا درای» و «سوپر کولا»  و «کوکاکولا» توسط بنیاد مستضعفان مصادره شدند. زم‌زم نیز که در نهایت مصادره شد، موقعیت برتری نسبت به رقیبان بین‌المللی خود پیدا کرد و در ایران تا سال‌ها در غیاب کمپانی‌های آمریکایی بازار ایران را به دست گرفت. تحریم برندهای آمریکایی در میان مسلمانان دیگر نیز در برهه‌هایی از تاریخ موجب پر رنگ شدن برندهای اسلامی از جمله زمزم ایران در بازار کشورهای مسلمان شد. جریان تحریم کوکاکولا در سال ۲۰۰۲ از سوی عربستان سعودی به‌عنوان تأمین‌کنندهٔ نوشابهٔ زائران حج از خبرسازترین واقعه‌ای بود که در تاریخ شرکت زمزم مؤثر بود. در این سال زمزم فروش بی‌سابقه‌ای در عربستان سعودی داشت که مورد توجه برخی رسانه‌ها قرار گرفت و زمزم را رقیب جدی کوکاکولا معرفی کرد. با این همه به تدریج برندهای بین‌المللی پپسی و کوکاکولا به ایران بازگشت، و زمزم همچنان در بازار داخلی ایران نیز رقیب برندهای خارجی به حساب می‌آید.

## کارخانه های گروه
- زمزم تهران
- زمزم تبریز
- زمزم مشهد
- زمزم اصفهان
- زمزم آبادان
- زمزم گرگان
- زمزم شیراز
- زمزم مشهد
- زمزم کرمان
- زمزم رشت
- زمزم کرمانشاه
- زمزم گلستان

به علاوه دو کارخانه تولید قوطی (سینا کن) و عصاره سازی (شهد سازی)